# Centro Recreativo e Popular de Delães
O Centro Recreativo e Popular de Delães (CRPD) é um clube desportivo português do concelho de Vila Nova de Famalicão, tendo sido fundado em 10 de Outubro de 1975. Nos anos 90, o CRP Delães escreveu as melhores páginas da sua história, tendo chegado  à 2ª divisão B.  
As cores do equipamento tradicional são verde e amarelo.